# Tomoka Shibasaki
Tomoka Shibasaki (Japans: 柴崎 友香,  Shibasaki Tomoka) (Osaka, 20 oktober 1973) is een Japans auteur.

## Biografie
Tomoka Shibasaki werd in 1973 geboren in Osaka en begon fictie te schrijven toen ze nog naar de hogeschool ging. Nadat ze afstudeerde aan de Osaka Prefecture University werkte ze vier jaar terwijl ze bleef schrijven. In 2000 werd haar debuutroman Kyō no dekigoto gepubliceerd die in 2003 door Isao Yukisada verfilmd werd. In 2006 schreef Shibasaki Sono machi no ima wa dat oorspronkelijk gepubliceerd werd in het literair magazine Shincho en in 2007 werd genomineerd voor de Akutagawaprijs. 
In 2010 won Shibasaki de "Nomaprijs voor nieuwkomer" met haar roman Nete mo samete mo die in 2018 verfilmd werd. In 2014 won ze de Akutagawaprijs voor haar roman Haru no niwa.